# گروه بیدوست
گروه بیدوست (انگلیسی: Bidvest Group) شرکت خوشه‌ای در آفریقای جنوبی است، که در سال ۱۹۹۵ تأسیس شد.